# Strongylosoma nanum
Strongylosoma nanum är en mångfotingart som beskrevs av Filippo Silvestri 1895. Strongylosoma nanum ingår i släktet Strongylosoma och familjen orangeridubbelfotingar. Inga underarter finns listade i Catalogue of Life.